# Ящірка грузинська
Я́щірка грузи́нська (Darevskia rudis) — представник роду скельних ящірок родини Справжні ящірки. Має 5 підвидів. Інша назва «трабзонська ящірка».

## Опис
Загальна довжина досягає 25 см. Верхня сторона тулуба самців світло-зелена, оливково-зелена або бура, самок — темно-піщана або оливково-сіра. Центральна смуга утворена зосередженими посередині спини великими витягнутими впоперек чорними або темно-бурими плямами та обмежена з боків більш-менш широкими, позбавленими малюнка, смужками. Бічні смуги утворені зазвичай 3 рядками чорних або бурих кругів з добре помітними білими (блакитними на рівні передніх лап) центрами. Черево й нижня сторона голови та горло самців зеленувато-жовтого, жовтуватого, сизо-зеленуватого, блакитного забарвлення. Самки мають жовтувате або зеленувате черево. У період парування крайні черевні щитки самців і межуючі з ними ділянки тулуба стають яскраво-синіми або фіолетовими. 
Голова у грузинської ящірки помітно стиснута. Міжщелепний  щиток відділений від лобоносового.  У дорослих особин дрібні щитки скроневої області можуть нести на собі короткі притуплені шипики. Комір слабо зазубрений. По середній лінії горла проходять 20-34 лусочки. Луска тулуба опукла, помітно збільшена з боків, іноді зі слабко виражені поздовжніми реберцями, чіткішими у задній третині спини і на межі з черевом. Навколо середини тулуба 38-58 луски. Анальний щиток великий, попереду нього симетрично розташовані 1 великий або рідше 2—3 дрібніших преанальних. 

## Спосіб життя
Полюбляє скелі та виходи гірських порід по берегах річок і на схилах, переважно у зоні лісу, зрідка мешкає на деревах. Місцями проникає у гірсько-степову зону. Ховається у тріщинах й порожнечах між камінням. У горах зустрічається до висоти 2400 м над рівнем моря. Активна з лютого-березня до жовтня-листопада. Харчується комахами та дрібними безхребетними.
Це яйцекладна ящірка. Самиця відкладає до 6 яєць.

## Розповсюдження
Мешкає в межах західного Кавказу (Азербайджан, Грузія), а на півночі - у гірській Інгушетії, Чечні та Дагестані (Росія), у північній Туреччині. 

## Підвиди
- Lacerta rudis bischoffi
- Lacerta rudis obscura
- Lacerta rudis macromaculata
- Lacerta rudis svanetica
- Lacerta rudis chechenica